# Tanygnathus sumatranus
Il pappagallo groppazzurra (Tanygnathus sumatranus (Raffles, 1822)) è un uccello della famiglia Psittaculidae.